# تاما، توکیو

نقشهٔ تاما واقع در ناحیهٔ تامای توکیو

تاما (به ژاپنی: 多摩市 Tama) به یکی از بخش‌های منطقه تامای توکیو، پایتخت ژاپن گفته می‌شود. مساحت آن ۲۱٬۰۸ کیلومتر مربع است.